# Wonder (Naughty Boy)
Wonder è un singolo di Naughty Boy estratto dall'album Hotel Cabana pubblicato il 19 ottobre 2012.

## Brano
Il brano è cantato in duetto con Emeli Sandé che n'è anche l'autrice.

## Video musicale
Il video è stato diffuso il 22 settembre successivo.

## Tracce
1. Wonder (feat. Emeli Sandé) – 3:29
2. Wonder (Kidnap Kid Remix) – 3:55
3. Wonder (Mojam Remix) – 4:27
4. Wonder (Mojam Dub) – 6:01

Durata totale: 17:52

## Classifiche
| Classifica (2012) | Posizione |
| ----------------- | --------- |
| Belgio (Fiandre)  | 45        |
| Belgio (Vallonia) | 63        |
| Irlanda           | 8         |
| Italia            | 56        |
| Regno Unito       | 10        |